# Anne-Frank-Schule Bargteheide
Die Anne-Frank-Schule Bargteheide (AFS) ist eine Gemeinschaftsschule mit Oberstufe (ehemalige Integrierte Gesamtschule) und Ganztagsschule. Sie wurde 1990 gegründet und erhielt ihren Namen nach Anne Frank, einem jüdischen Mädchen, das Opfer des Holocaust wurde.

## Geschichte
Der Unterricht wurde zunächst in den Räumen der Emil-Nolde-Schule in Bargteheide begonnen, auch Räume benachbarter Schulen wurden in den folgenden Jahren genutzt. Erst nach dem Neubau der Emil-Nolde-Schule und dem Um- und Ausbau der nun zur Verfügung stehenden Räume konnte im Jahr 2000 ein eigenständiges Schulgebäude bezogen werden. 2012 wurde die Schule um einen erneuten Bau für die gymnasiale Oberstufe und fachspezifische Räume (z. B. Musik) erweitert.
Der erste Hauptschulabschluss-Jahrgang verließ im Jahr 1995, die ersten Abiturienten im Jahr 1999 die Schule.

## Lehrangebot
Die Anne-Frank-Schule bietet den Abschluss der Berufsbildungsreife (neunte Jahrgangsstufe), den mittleren Bildungsabschluss (zehnte Jahrgangsstufe), die Fachhochschulreife (zwölfte Jahrgangsstufe) und das Abitur (dreizehnte Jahrgangsstufe) an. Sie wird als Ganztagsschule geführt.
Es werden die Fremdsprachen Englisch (Fortführung aus der Grundschule), Französisch und Spanisch als Wahlpflichtangebot ab der siebten Klasse angeboten. Wird in der siebten Jahrgangsstufe keine Fremdsprache gewählt, sondern Technik, Wirtschaftslehre oder Gestalten, muss ab der elften Jahrgangsstufe eine neu beginnende Fremdsprache gewählt werden (Spanisch oder Französisch).
In der Profiloberstufe bietet die Anne-Frank-Schule nachfolgende Profile an:
- Gesellschaft (Profilfach: Geschichte)
- Naturwissenschaften (Profilfach: Biologie)
- Sport (Profilfach: Sport/Sporttheorie)
- Ästhetisches Profil (Profilfach: Kunst)

## Auszeichnungen
1999 wurde die Schule als UNESCO-Projektschule anerkannt, sie erhielt im Jahr 2013 als Hauptpreisträgerin den Deutschen Schulpreis. Sie gewann zudem 2017 den schleswig-holsteinischen Landespreis des Schulwettbewerbs „Starke Schule. Deutschlands beste Schulen, die zur Ausbildungsreife führen“.

## Besonderheiten

### Netzwerk- und Projektmitgliedschaften
Die Schule ist eines von acht Mitgliedern im Netzwerk Schulentwicklung Schleswig-Holstein und eines von elf Projektmitgliedern im Kompetenzzentrum Hochbegabung Schleswig-Holstein. Seit dem Schuljahr 2017/18 ist sie außerdem Teilnehmerin der Junior-Ingenieur-Akademie.
Als Mitglied des Schulverbunds Blick über den Zaun (BüZ) hat die Schule viele Thesen von deutschen Reformpädagogik ins Schulprogramm übernommen. Sie verzichtet bis zur 7. Klasse auf Ziffernnoten, stattdessen verwendet sie andere Instrumente als Zensuren wie z. B. Berichtszeugnisse, Portfolios und Entwicklungsgespräche.
Sie nahm in den Schuljahren 2013/14 sowie 2017/18 als eine von acht Schulen am LüttIng-Projekt („lütte Ingenieure“, „kleine Ingenieure“) des Ministeriums für Schule und Berufsbildung (MSB) teil und wurde im Jahr 2017 Modellschule „Lernen mit digitalen Medien“. Seit 2018 ist die Schule bei Leistung macht Schule (LemaS), der Bundesinitiative zur Begabtenförderung, dabei.

### Campus der Visionen
Der Campus der Visionen ist ein Vorhaben der Anne-Frank-Schule in Delingsdorf. Der Campus soll ein außerschulischer Lernort zur Förderung der persönlichen Entwicklung für den Jahrgang 7 werden. Der Hauptschwerpunkt liegt in der Umweltbildung und dem erlebnispädagogischen Arbeiten. Die Idee wurde vom Projekt „Jugendschule Schlänitzsee“ der Montessori-Schule Potsdam inspiriert und wird durch das Preisgeld des Deutschen Schulpreises, durch private Spenden und Sponsoren finanziert.

## Bekannte Schüler
Celina Eileen Meißner (* 1998), deutsche Handballspielerin

## Schulpartnerschaften
Die Anne-Frank-Schule unterhält partnerschaftliche Beziehungen zu folgenden Schulen:
- FMV Isik Okulu in Istanbul (seit 2010, derzeit ruhend)
- Nasza Szkola, Spoleczna Szkola Podstawowa nr 1 in Zabrze
- Escuela Porciúncula in Palma de Mallorca

## Soziales Engagement
Klassen der Anne-Frank-Schule unterstützen Patenkinder in der Lugoba Secondary School in Pwani, Tansania.